# Nick McCrory
Nick McCrory (n. 9 august 1991, Durham, Carolina de Nord, SUA) este un politician american, medaliat olimpic. A participat la o ediție a Jocurilor Olimpice (2012) în care a câștigat o medalie de bronz.

## Participări
Lista de mai jos prezintă principalele competiții la care a participat Nick McCrory de-a lungul carierei.
- diving at the 2012 Summer Olympics – men's synchronized 10 metre platform[*]